# Moteur à soupapes latérales

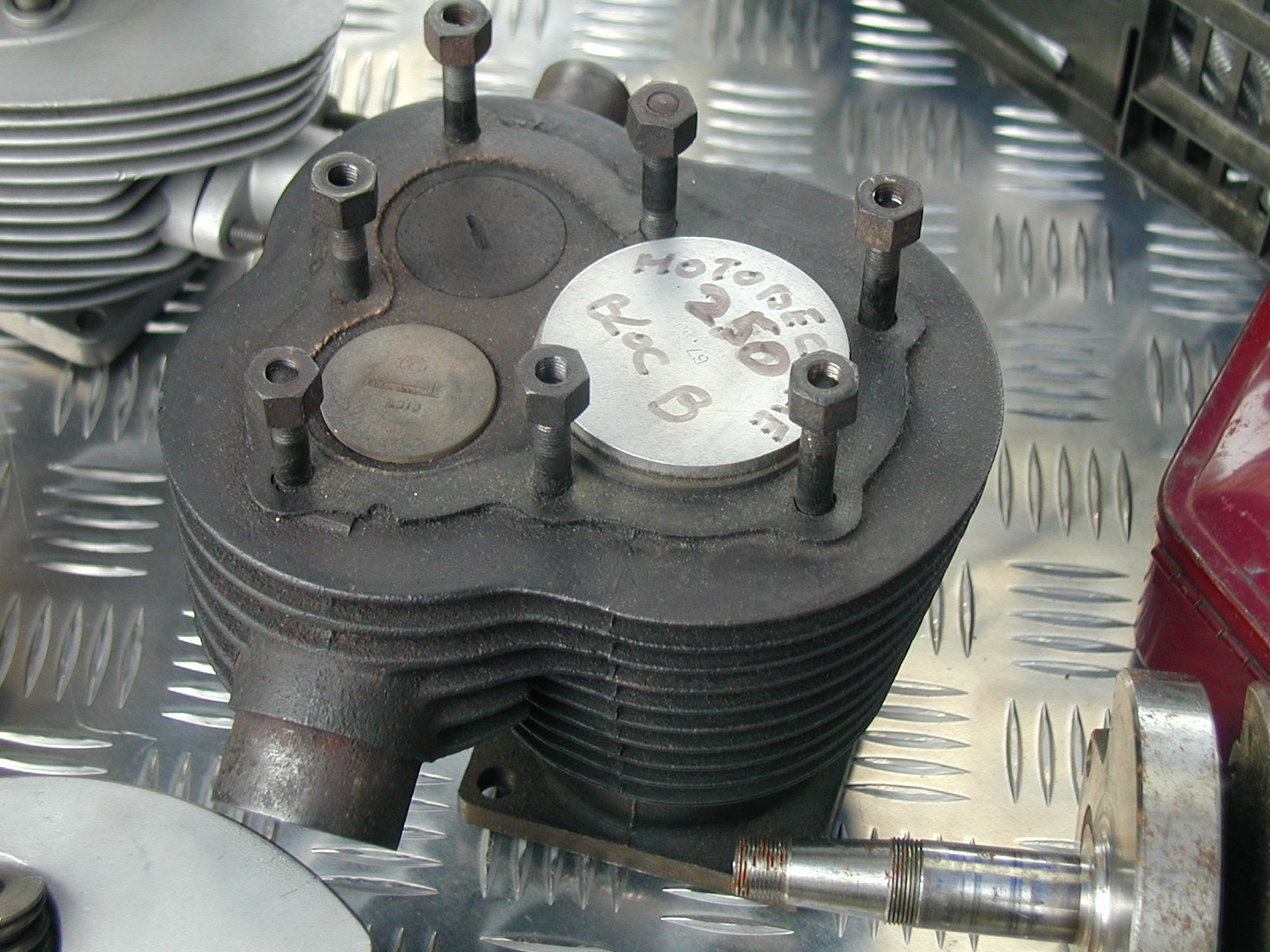
Un moteur monocylindre à soupapes latérales vu de dessus, culasse ôtée : les deux soupapes sont visibles sur le côté gauche du cylindre.

Le moteur à soupapes latérales a eu son heure de gloire des années 1910 aux années 1940, tant en automobile (moteurs Ford V8 Flathead) qu'en moto (moteurs Harley-Davidson Flathead 1929-1974). Un regain d’intérêt est retrouvé en 2019 lorsqu’un fabricant belge développe le moteur D-Motor LF26 : quatre cylindres à plat, à injection indirecte, avec soupapes latérales et à faible vitesse de rotation (limitant les pollutions sonores) destiné aux drones et hélicoptères légers.
Il s'agit d'un moteur à quatre temps dont l'admission et l'échappement ne se font pas au-dessus du cylindre (tête du cylindre), comme dans les moteurs à soupapes en tête, mais par une chambre latérale, au cylindre (le cylindre étant supposé vertical — lorsque les cylindres sont horizontaux, par exemple, les soupapes sont au-dessus du cylindre, mais on parle malgré tout de soupapes latérales).
Les soupapes ont leur queue en bas, près du vilebrequin, simplifiant le problème de l'entraînement de la distribution.

## Contexte historique: optimiser l'efficacité des moteurs et l'action des soupapes

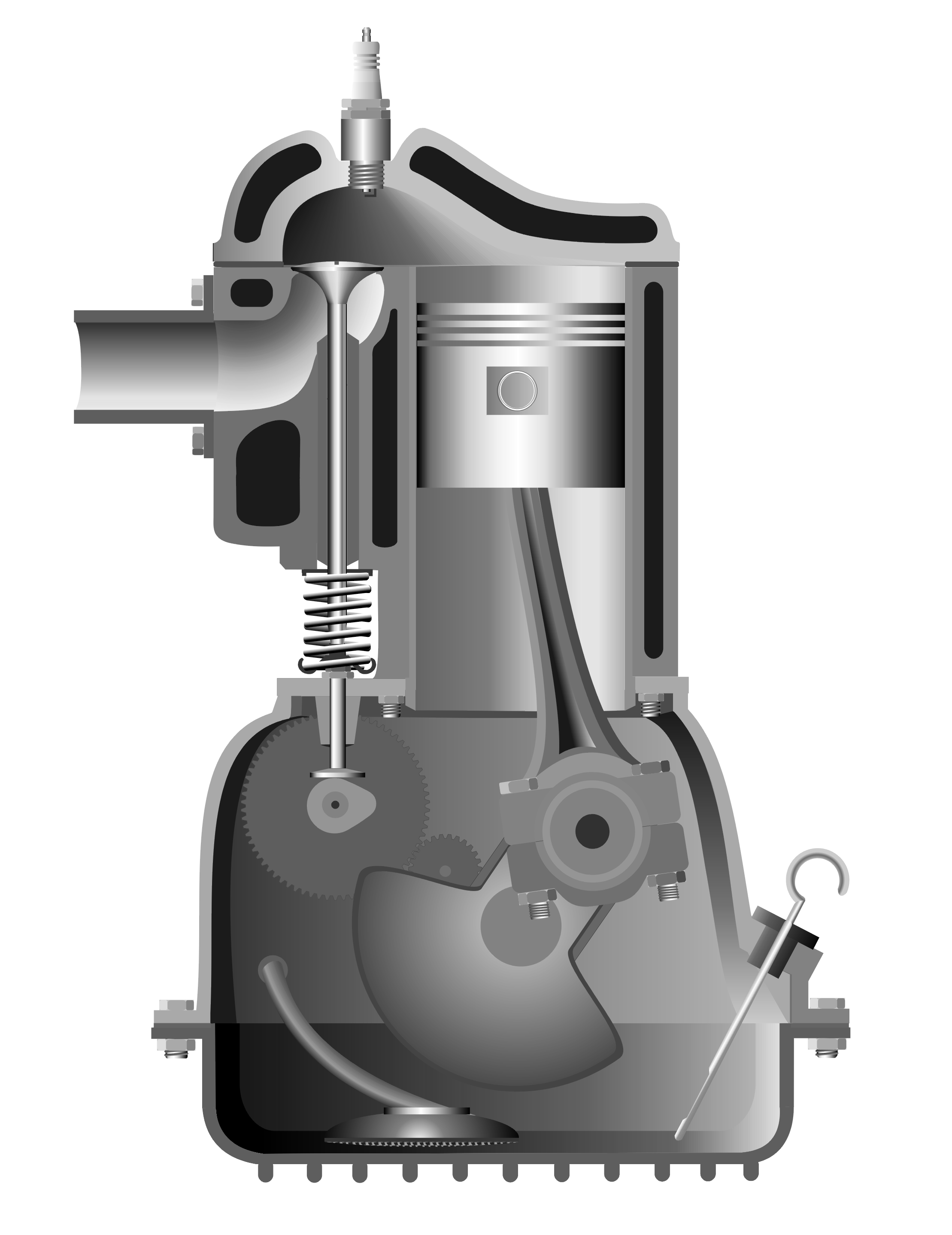
Coupe d'un moteur à soupapes latérales.

L'utilisation de moteurs à soupapes se généralise à partir des années 1880. Les fabricants de moteurs explorent plusieurs variantes de disposition et d'activation des soupapes, cherchant à combiner d'une part facilité de fabrication, de réglages et de réparation, et, d'autre part, efficacité énergétique. Parmi les variantes les plus anciennes se trouvent les moteurs à soupape d'échappement latérale et soupape d'admission automatique, architecture qui assurera le succès des moteurs De Dion-Bouton. Apparaissent ensuite les premiers moteurs dont toutes les soupapes sont commandées : les moteurs à soupapes latérales. Leurs soupapes d'échappement comme d'admission sont commandées par un arbre à cames situé en bas du bloc moteur et disposées sur le côté des cylindres. Cette architecture est très robuste et facile à fabriquer : elle sera très largement utilisée dans les moteurs de motos et d'automobiles jusqu'à la Seconde Guerre Mondiale. Elle a cependant une efficacité énergétique limitée et se prête mal aux taux de compression élevés. Pour dépasser ces limitations, les architectures moteurs évoluent avec des soupapes situées en haut des culasses, historiquement  culbutées puis actionnées par un arbre à cames en tête, qui supplantent progressivement  les moteurs à soupapes latérales dans la seconde moitié du XXème siècle.

## Caractéristiques techniques

### Description générale
Le bloc moteur d'un moteur à soupapes latérales contient le cylindre et ses soupapes. Celles-ci sont disposées parallèlement au cylindre, leurs queues orientées vers le vilebrequin, et évoluent dans un espace distinct de celui balayé par le cylindre. Elles sont actionnées par un arbre à cames situé dans le bas du bloc moteur et rappelées en position fermée par des ressorts. La chambre de combustion (et d'échappement) a une surface plus grande que le piston, car elle englobe également la surface des soupapes.

Deux variantes de disposition des soupapes ont été utilisées : en L et en T. Dans la configuration en L, la plus courante, les soupapes sont toutes du même côté du cylindre. Dans une configuration en T, elles sont de part et d'autre du cylindre.

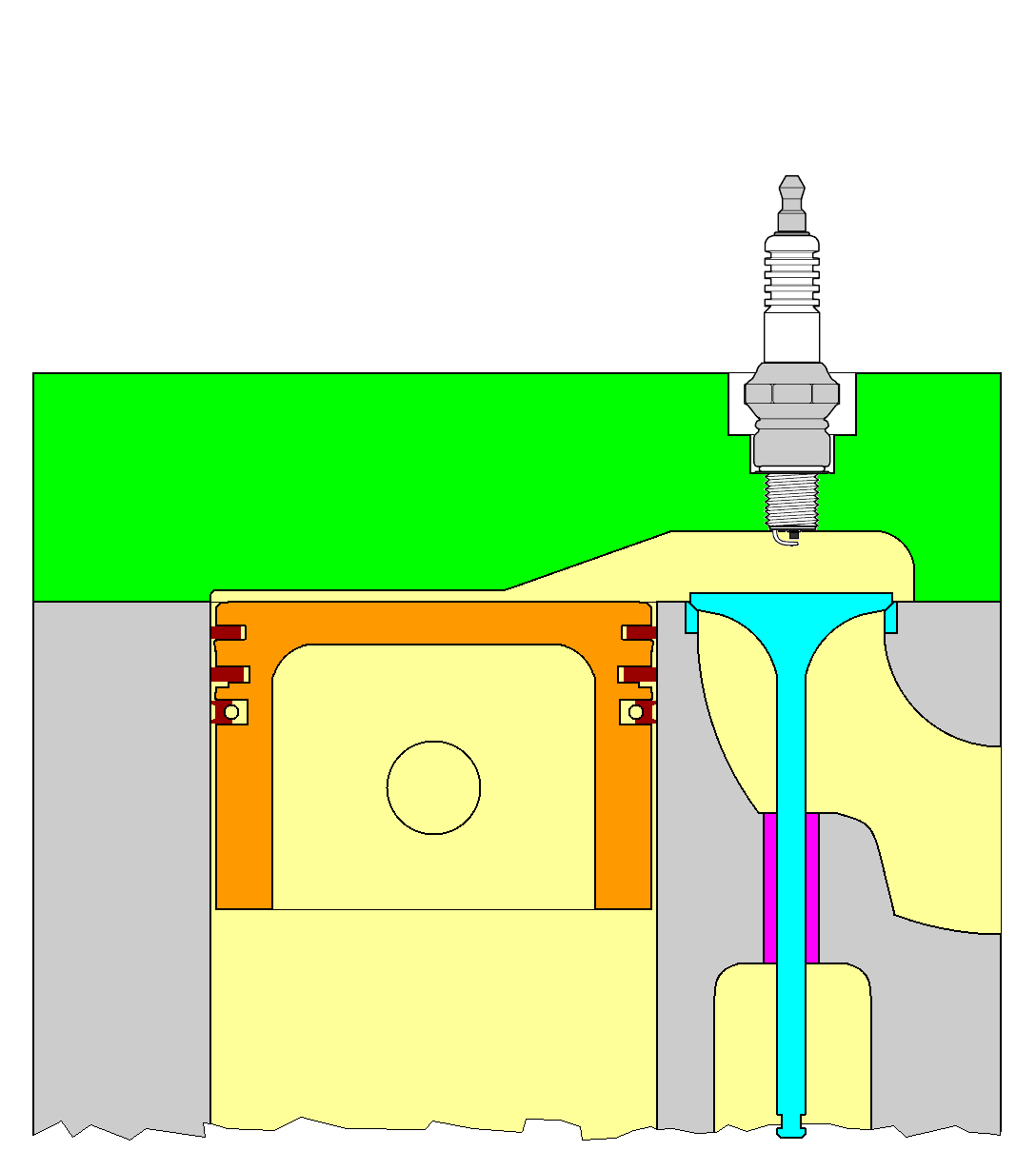
Configuration en L.
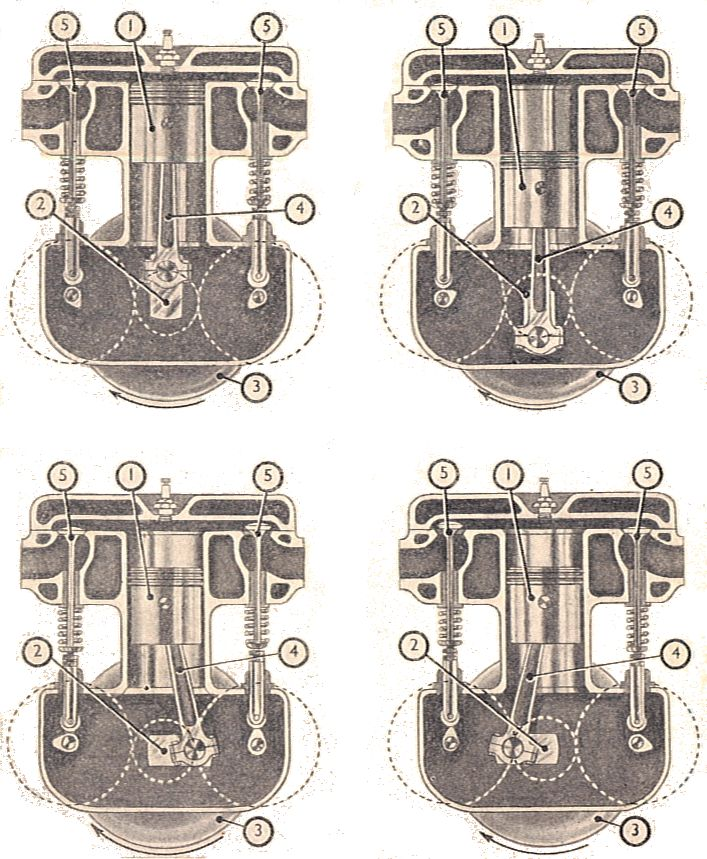
Configuration en T.

### Comparaison avec les moteurs à soupapes en tête

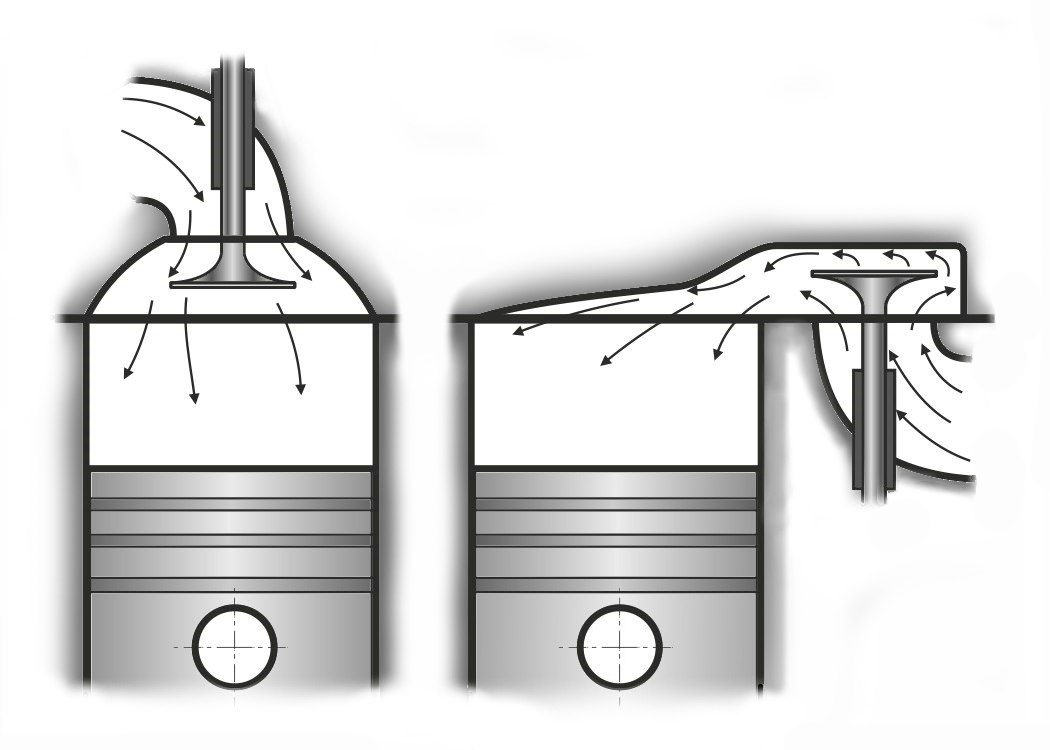
Soupape et flux d'admission avec soupape en tête (à gauche) et latérale (à droite).

La figure ci contre illustre la disposition d'une soupape d'admission en tête et latérale et permet de relever certaines différences entre les deux configurations.

#### Avantages du moteur à soupapes latérales
- le moteur à soupapes latérales est moins haut que son homologue à soupapes en tête, notamment grâce à sa culasse plate, qui lui vaut l'appellation "Flat Head" en anglais ;
- les soupapes latérales, même déréglées ou "affolées", ne peuvent entrer en collision avec le cylindre, contrairement à celles situées en tête ;
- la culasse est simple, et n'est percée que pour le passage des bougies d'allumage ;
- il y a moins de pièces mobiles que dans une configuration à soupapes en tête et la distribution est plus simple : pas de tiges de culbuteurs, de culbuteurs ou d'arbre à cames en tête.

#### Inconvénients/limitations du moteur à soupapes latérales
- la circulation des gaz à l'admission comme à l'échappement, est moins efficace ;
- le taux de compression est plus faible ;
- la répartition thermique est mauvaise, pouvant amener à une déformation du plan de joint[8] ;
- la propagation du front de flamme lors du cycle de combustion est moins régulière que dans un moteur à soupapes en tête.

Plus facile à fabriquer et, jusqu'au milieu du XXème siècle, plus robuste et plus facile à maintenir que celui à soupapes en tête, le moteur à soupapes latérales est le plus répandu pour équiper les véhicules automobiles. Mais malgré plusieurs améliorations, notamment celles dues au motoriste britannique Harry Ricardo, il reste moins performant que son homologue à soupapes en tête.

## Exemples d'utilisation

### Motos
De très nombreuses marques de motos, européennes comme américaines, ont utilisé des moteurs à soupapes latérales, principalement des années 1910 aux années 1940. Quelques exemples sont donnés dans le tableau ci-dessous :
| Marque          | Nationalité | Modèle     | Année | Cylindres   | Cylindrée (cm3) | Puissance (ch) |
| --------------- | ----------- | ---------- | ----- | ----------- | --------------- | -------------- |
| AJS             | Royaume-Uni | D          | 1912  | 2 en V      | 698             |                |
| BMW             | Allemagne   | R32        | 1923  | 2 à plat    | 494             | 8,5            |
| BSA             | Royaume-Uni | B          | 1924  | 1           | 249             | 3,5            |
| FN              | Belgique    | M13        | 1948  | 1           | 449             | 11             |
| Harley-Davidson | Etats-Unis  | WLD        | 1937  | 2 en V      | 737             | 25             |
| Indian          | Etats-Unis  | Scout      | 1920  | 2 en V      | 750             | 18             |
| Megola          | Allemagne   | Racing     | 1921  | 5 en étoile | 640             | 14             |
| Motosacoche     | Suisse      | Jubile 424 | 1932  | 1           | 498             |                |
| Peugeot         | France      | 250        | 1932  | 1           | 248             |                |
| Triumph         | Royaume-Uni | SD         | 1920  | 2 en ligne  | 550             | 5,5            |
| Zündapp         | Allemagne   | K800       | 1933  | 4 à plat    | 800             | 22             |

Plusieurs constructeurs ont utilisé simultanément pendant plusieurs décennies les deux configurations proposant souvent les soupapes en tête (ohv) pour leurs modèles "sportifs" et de compétition, et les soupapes latérales (sv) pour leurs modèles plus utilitaires. Ainsi, par exemple, BMW a lancé simultanément des modèles de chacune de ces deux architectures à plusieurs reprises dans les années 1920-1930, notamment R52(sv)/R57(ohv) et R62(sv)/R63(ohv) en 1928, R11(sv)/R16(ohv) en 1929, ou encore R12(sv)/R17(ohv) en 1935,  les modèles ohv délivrant environ 50% de puissance de plus que leurs homologues à soupapes latérales.
Même si la plupart des modèles de motos à quatre temps lancés après la seconde guerre mondiale sont à soupapes en tête, certains constructeurs vont continuer pendant quelques années à proposer des motorisations à soupapes latérales. Harley-Davidson commercialisera même son Servi-car ainsi motorisé jusqu'en 1973.

### Automobiles
Les moteurs à soupapes latérales sont très répandus dans l'industrie automobile à partir des années 1910, tant en Europe qu'aux Etats-Unis. Ils équipent toutes sortes de modèles, luxueux comme populaires, civils comme militaires. Parmi ces modèles, pour illustrer cette grande variété, on peut citer :
- Ford T, produite à plus de 15 millions d'exemplaires entre 1908 et 1927 : son moteur est un quatre cylindres en ligne de 2,9 l délivrant 20 ch ;
- Citroën Type C 5 lancée en 1922 , l'une des premières automobiles européennes de grande série : son moteur est un quatre cylindres en ligne de 856 cm3 délivrant 11 ch ;
- Renault Juvaquatre dotée de 1937 à 1953 d'un moteur à soupapes latérales à quatre cylindres en ligne de 1 003 cm3 délivrant 24 ch[26] ;
- Fiat 500 Topolino, dotée de 1936 à 1947 d'un moteur à soupapes latérales à quatre cylindres en ligne de 569 cm3 délivrant 13 ch[27] ;
- Rolls-Royce Silver Ghost lancée en 1907 : son moteur est un six cylindres en ligne de 7 l délivrant 48 ch ;
- Cadillac Type 51, lancée en 1914 avec un moteur V8 de 5,1 l délivrant 70 ch ;
- Dodge WC, famille de véhicules militaires américains fabriqués durant la seconde guerre mondiale et dotés de moteurs 6 cylindres en ligne[28] .

## Galerie

Exemples d'utilisation
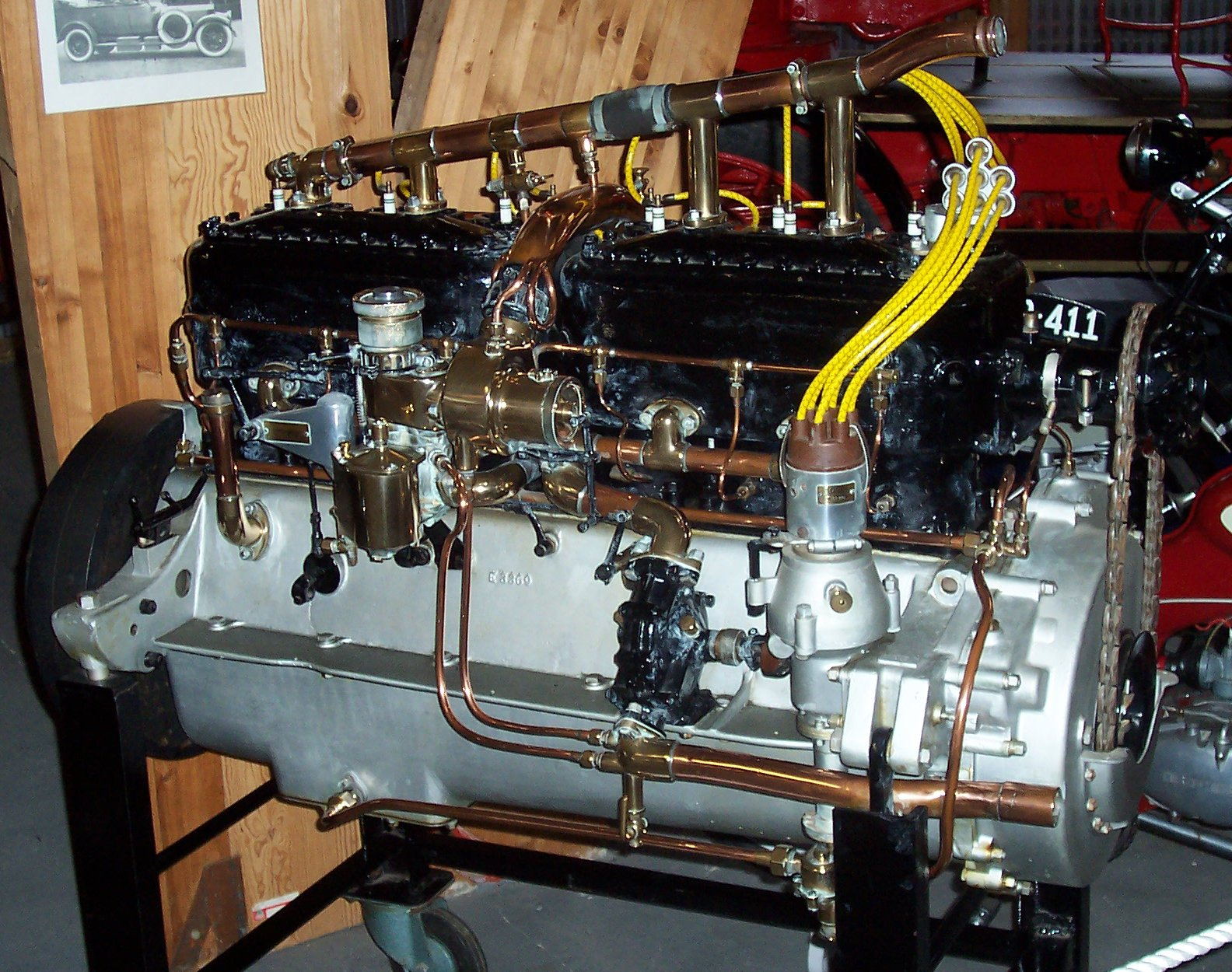
Moteur Rolls-Royce Silver Ghost 40/50 HP, 7,4 L, 6 cylindres en ligne, 1907-1928. Jysk Automobilmuseum, Gjern, Danemark.
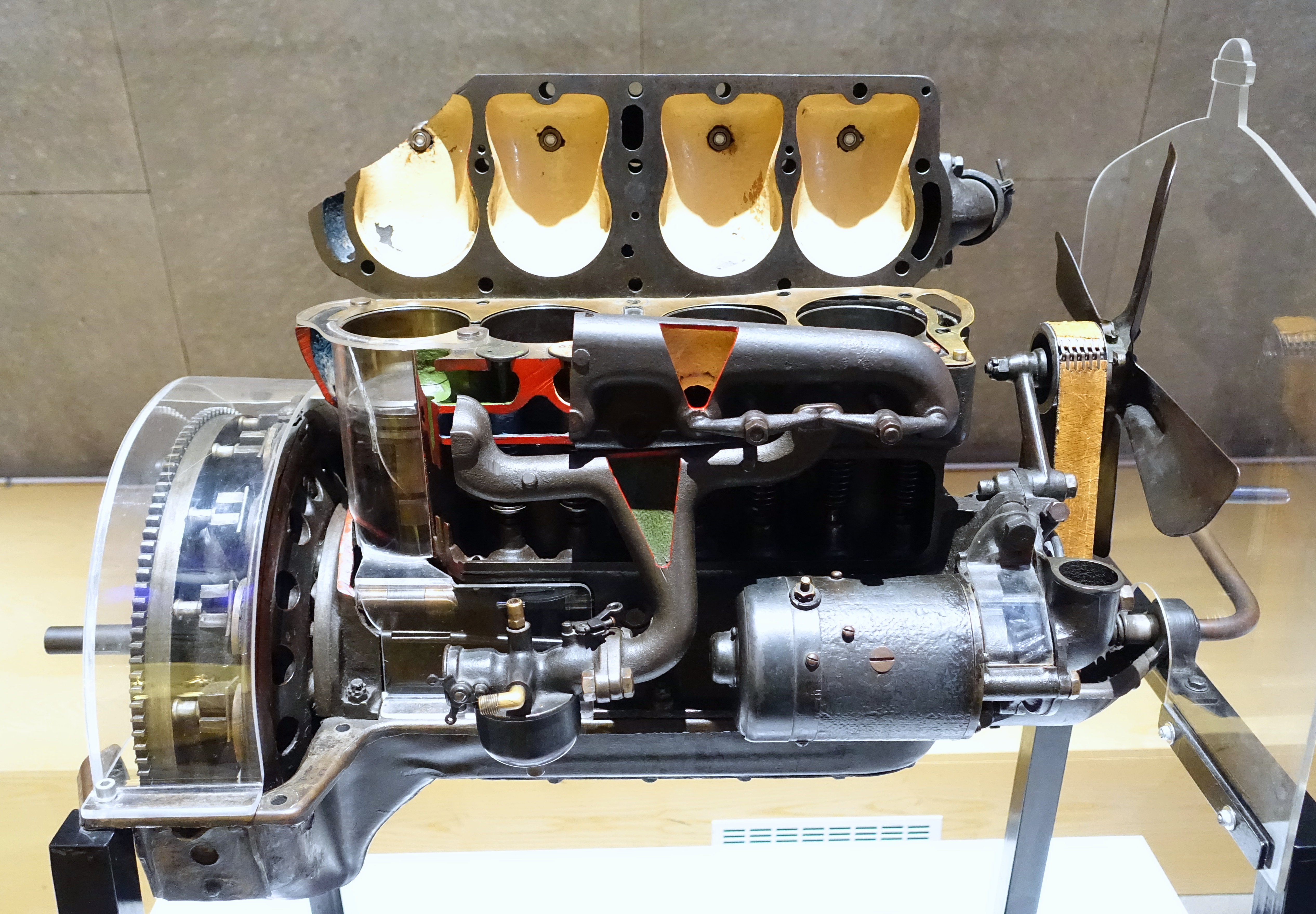
Moteur de Ford T produit de 1908 à 1941. Musée Tekniska, Stockholm, Suède.
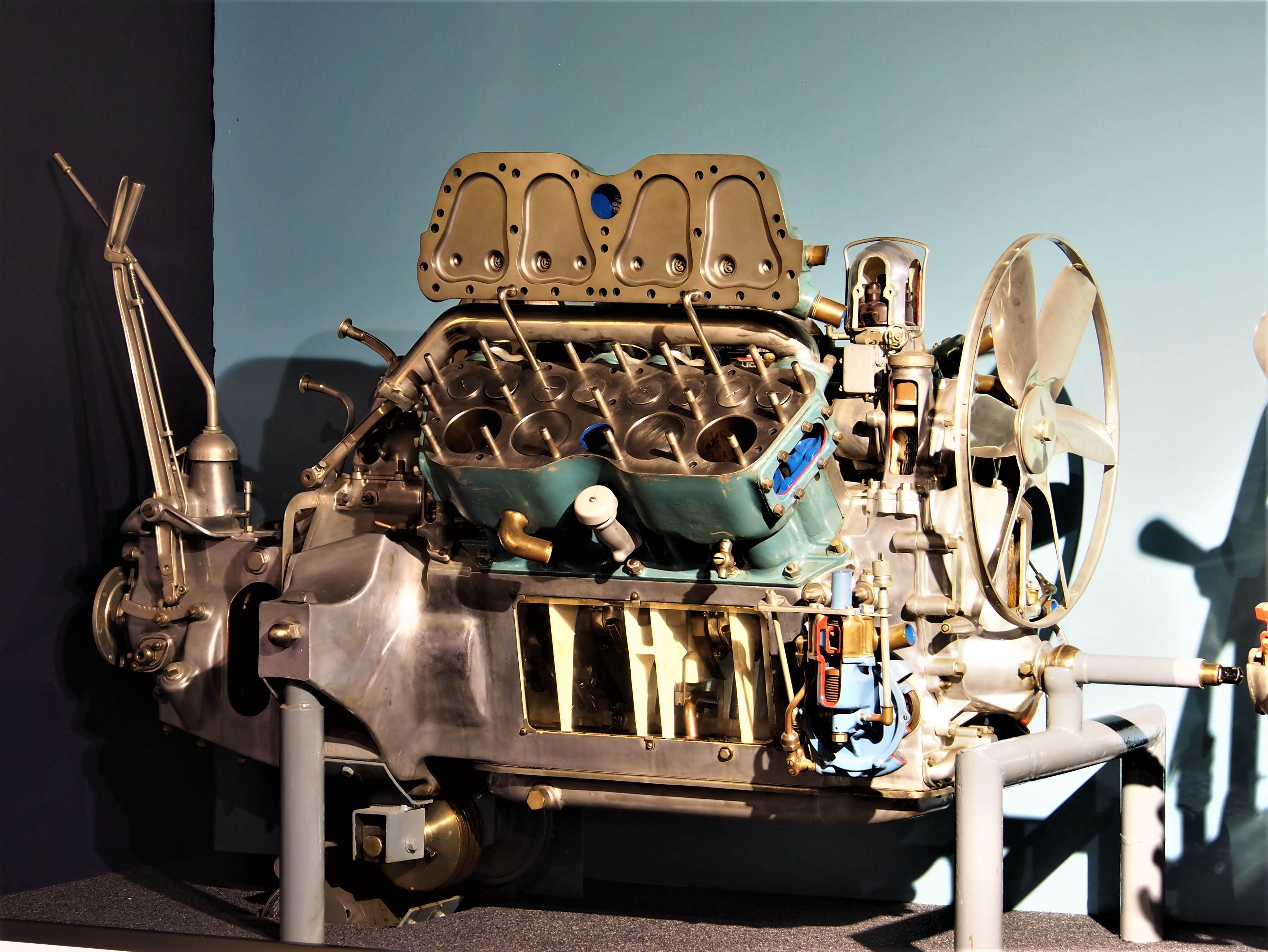
Moteur Cadillac Type 51, V8 à 90°, 5,1 L, 77 hp, 1915. Musée Louwman.
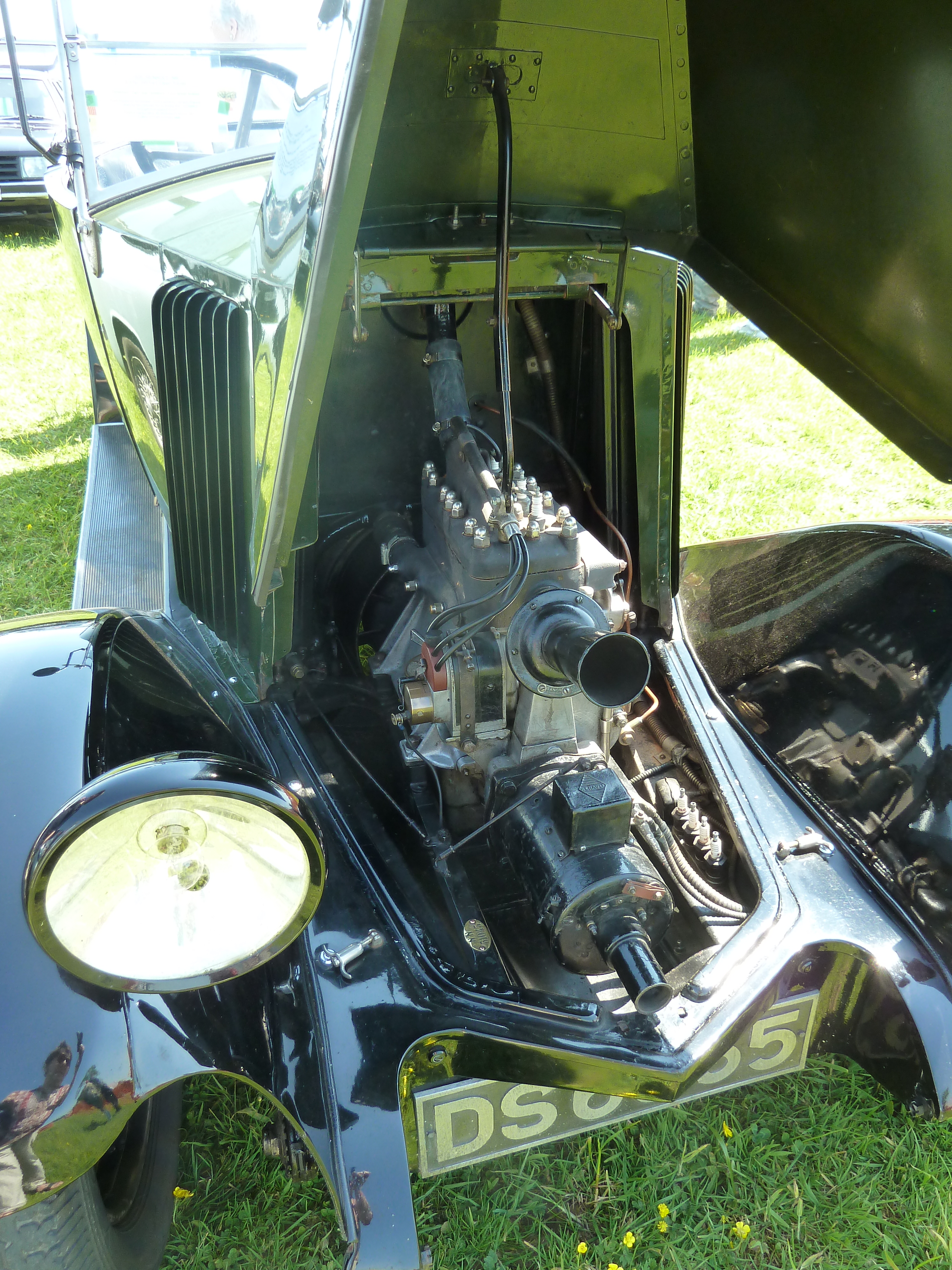
Moteur 951 cm3 de Renault NN, 1926.
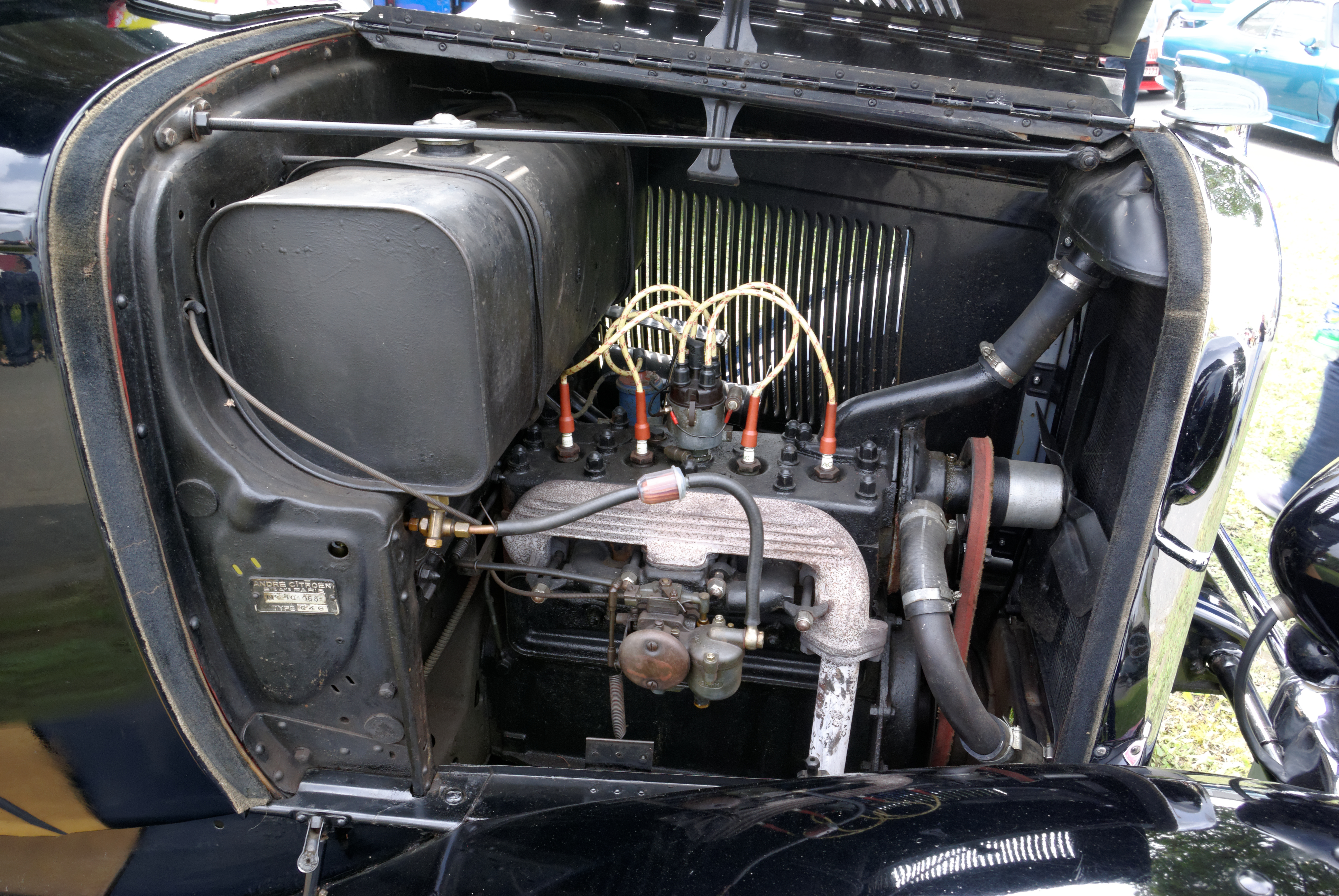
Moteur de Citroën C4G Camionnette, 1930, 1 767 cm3, 32 PS.
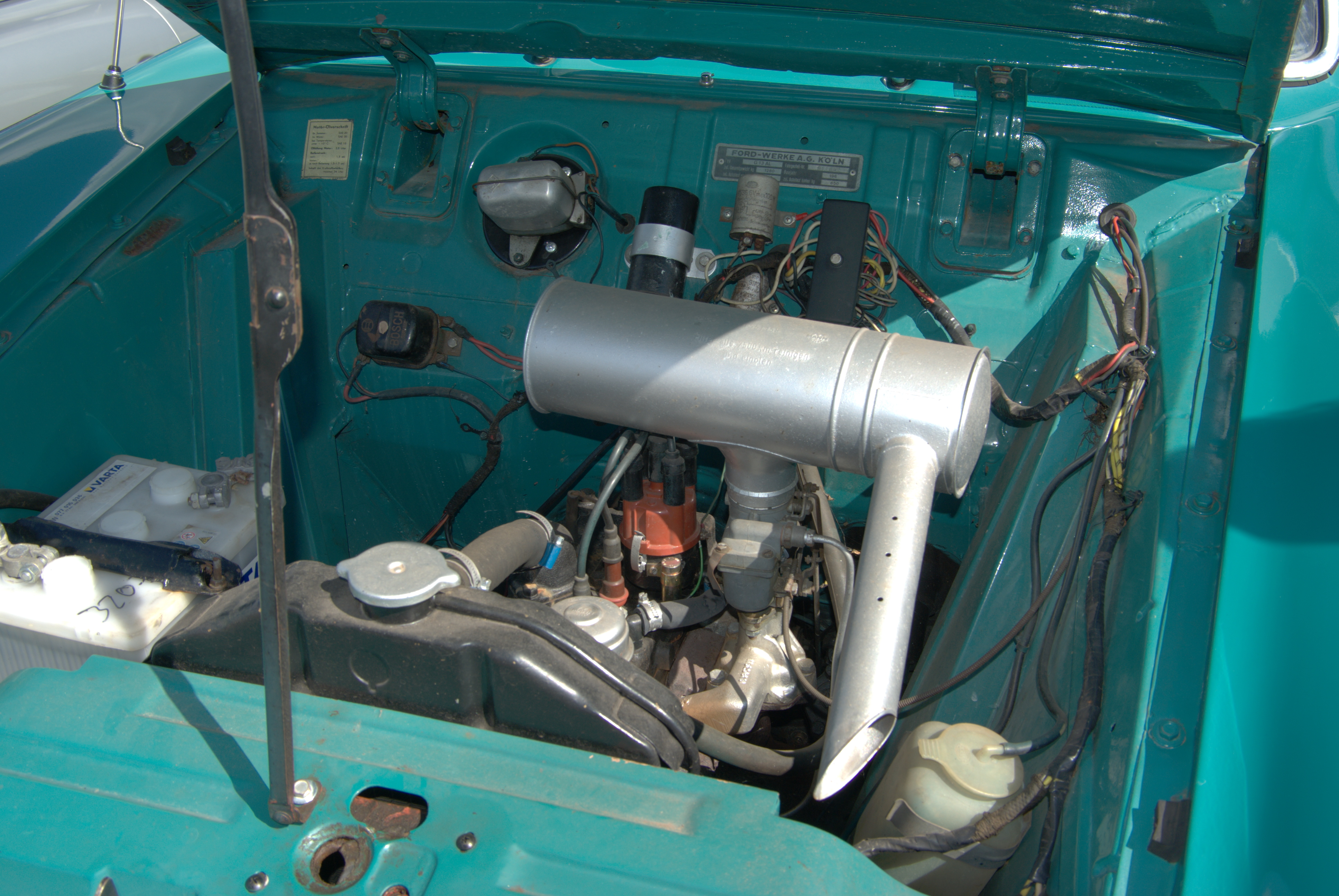
Moteur Ford Stone 1 172 cm3 de la Taunus 12M, utilisé par Ford Europe de 1932 à 1962.
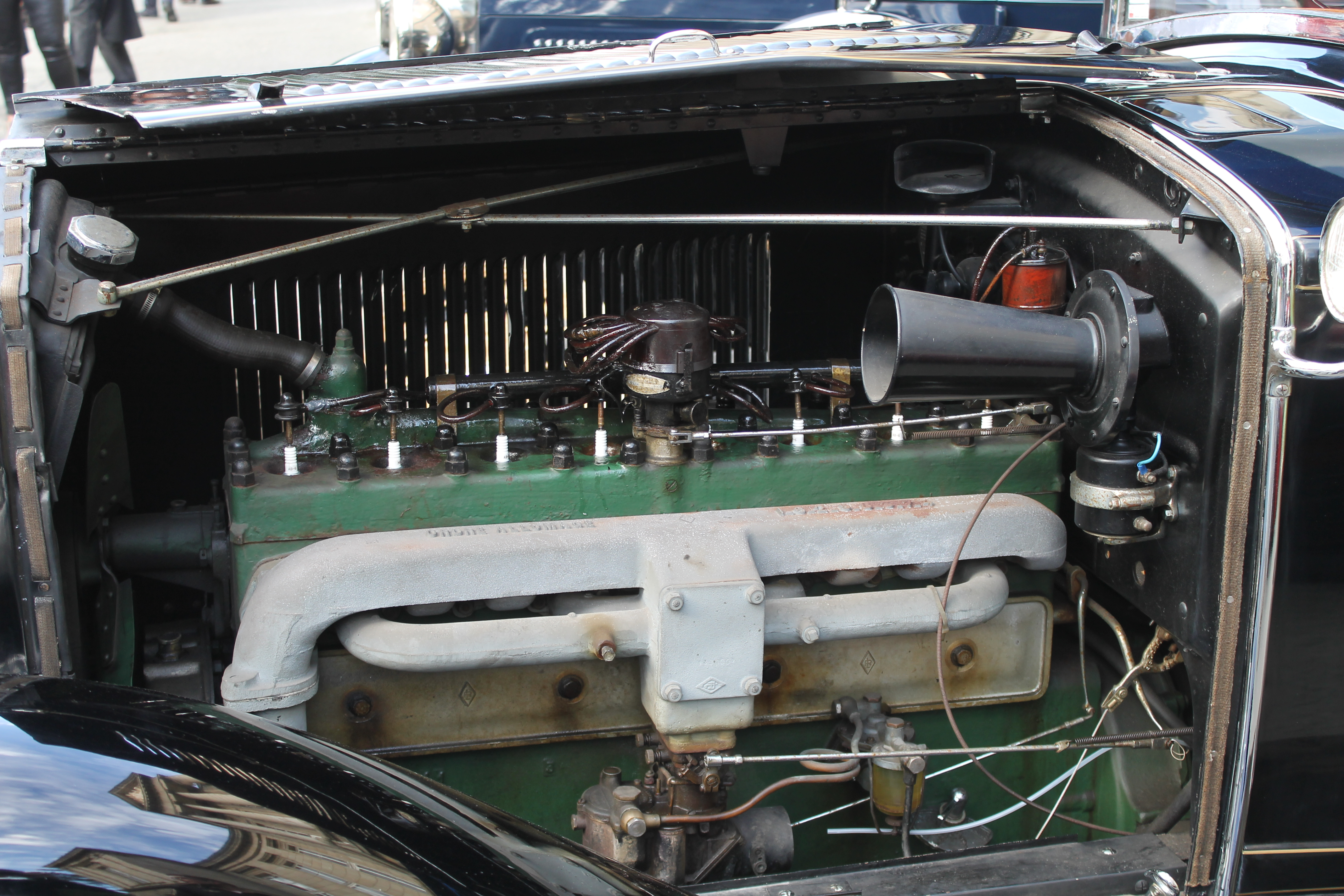
Moteur 8 cylindres en ligne de Renault Nervastella (Type TG 2), 1931.
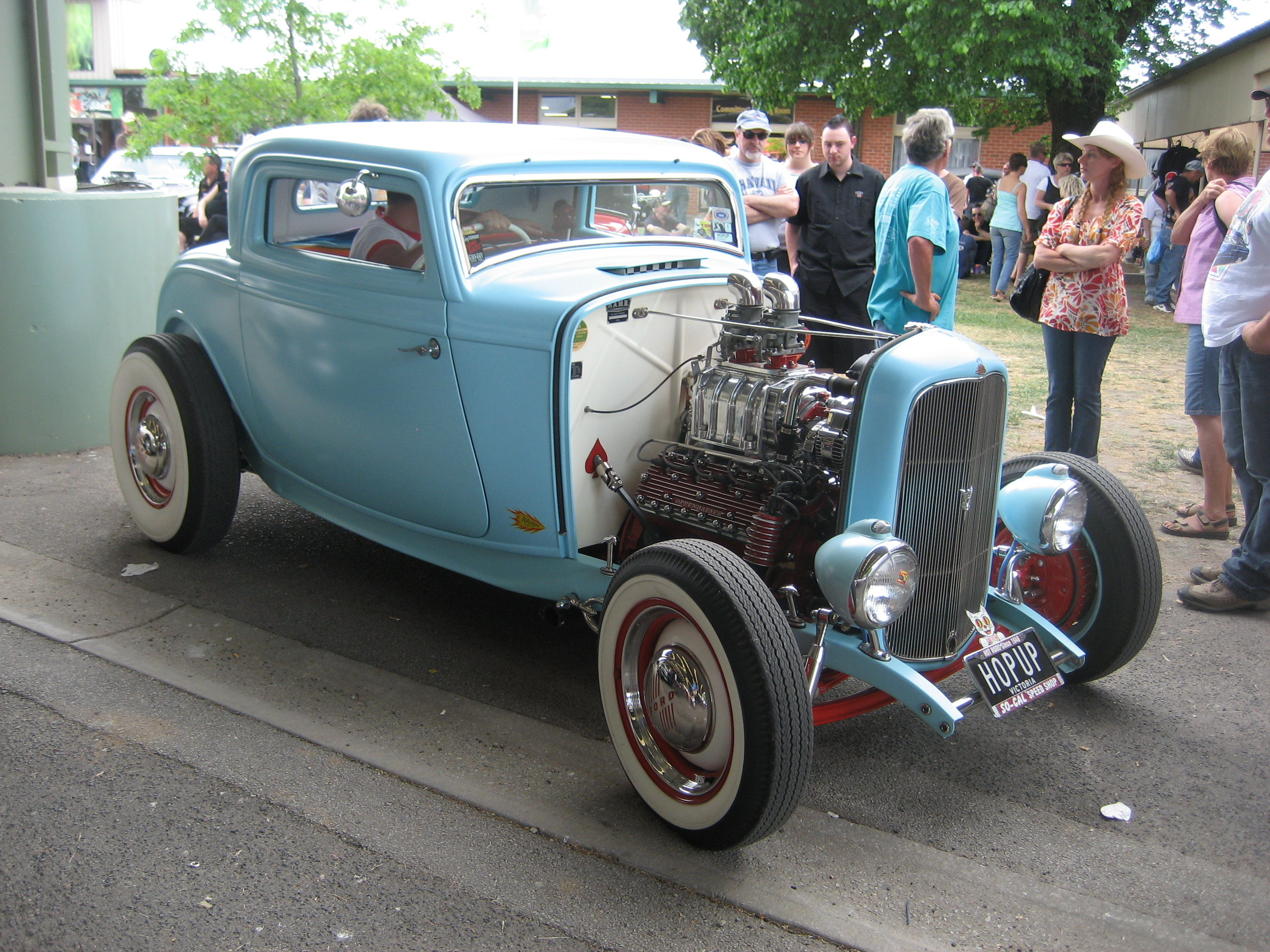
Ford B II Coupé Hot Rod, 1932.
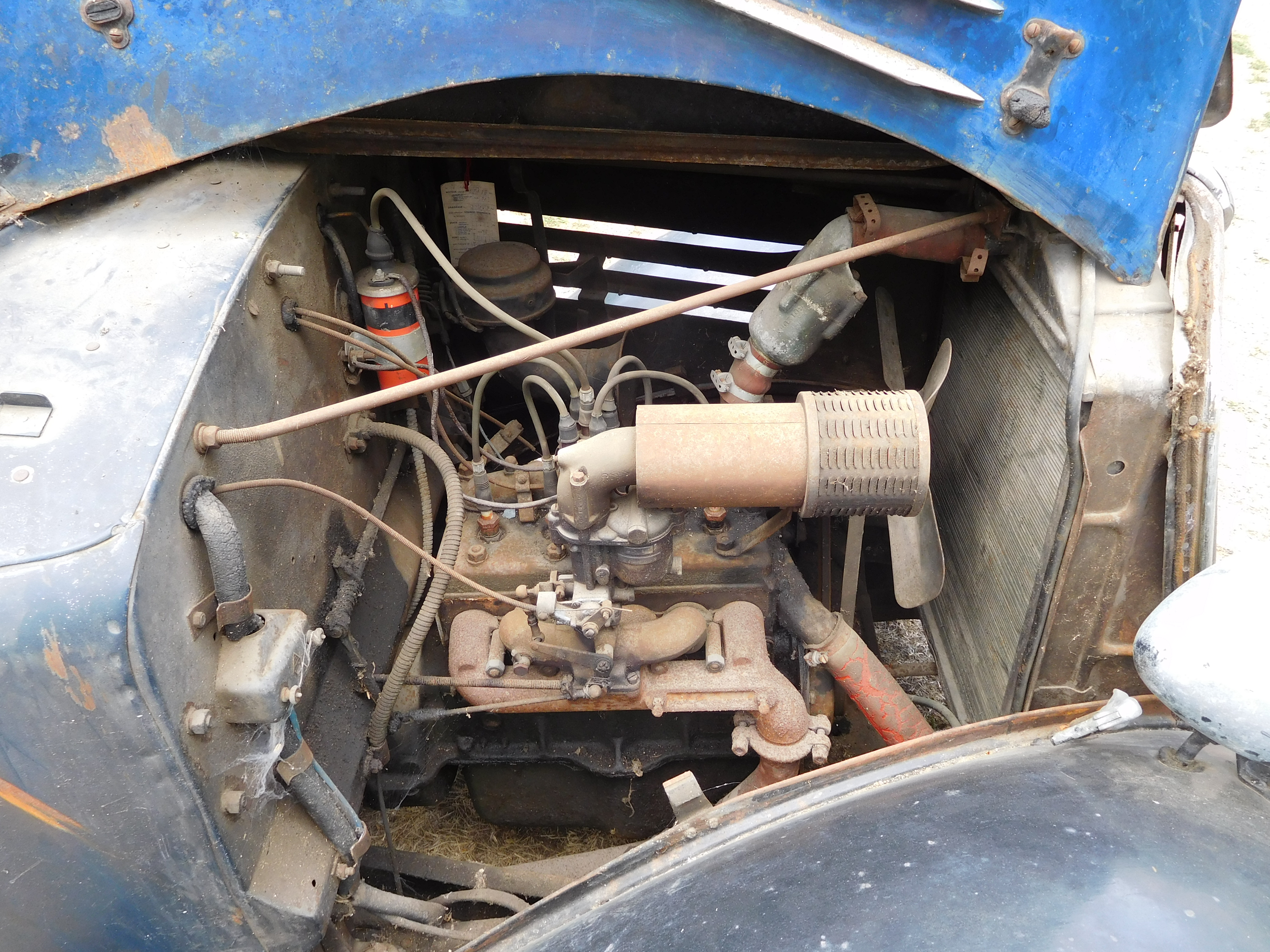
Moteur de Renault Monaquatre, 1935.
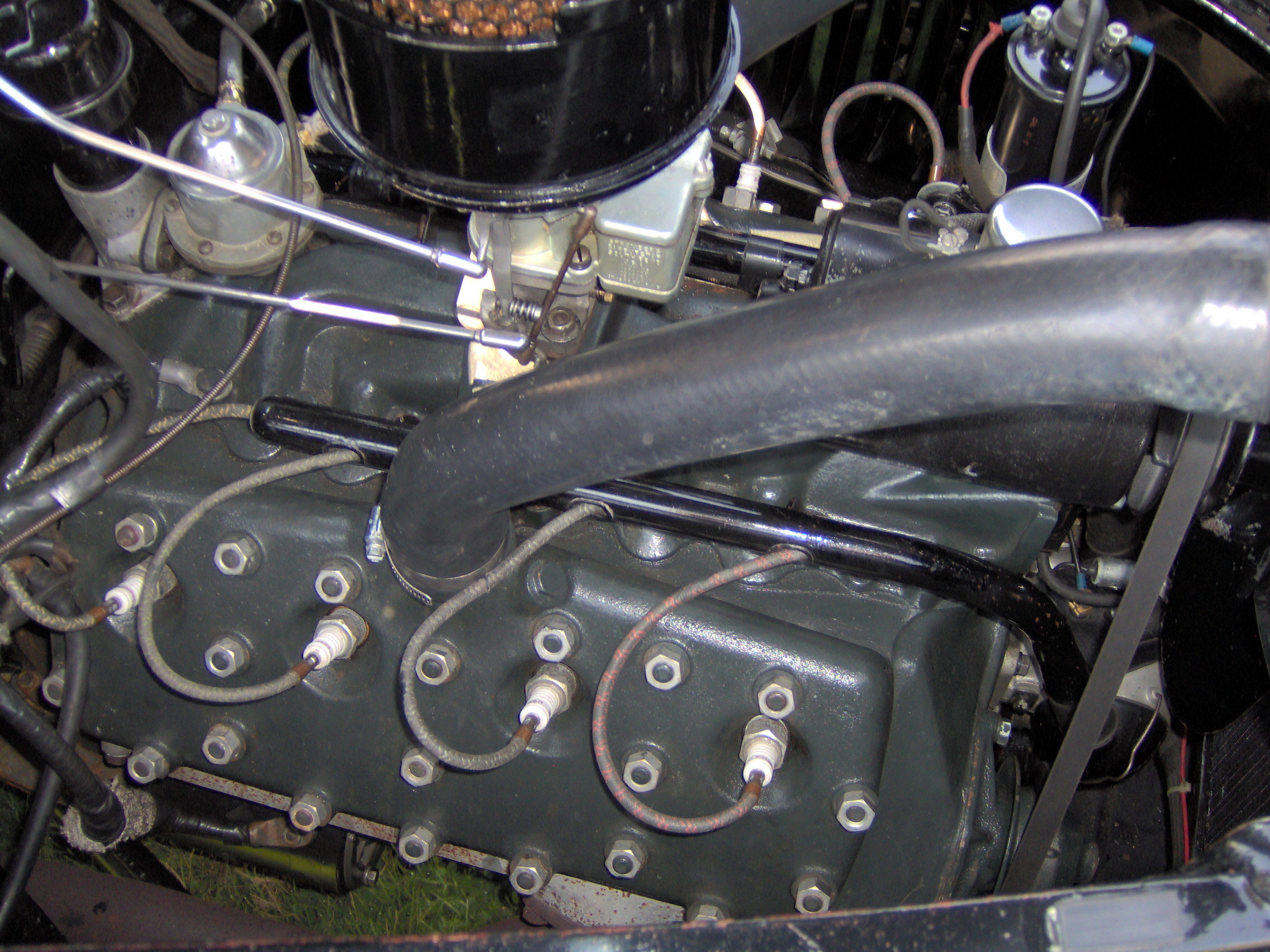
Moteur V8 Ford Flathead, 1937.
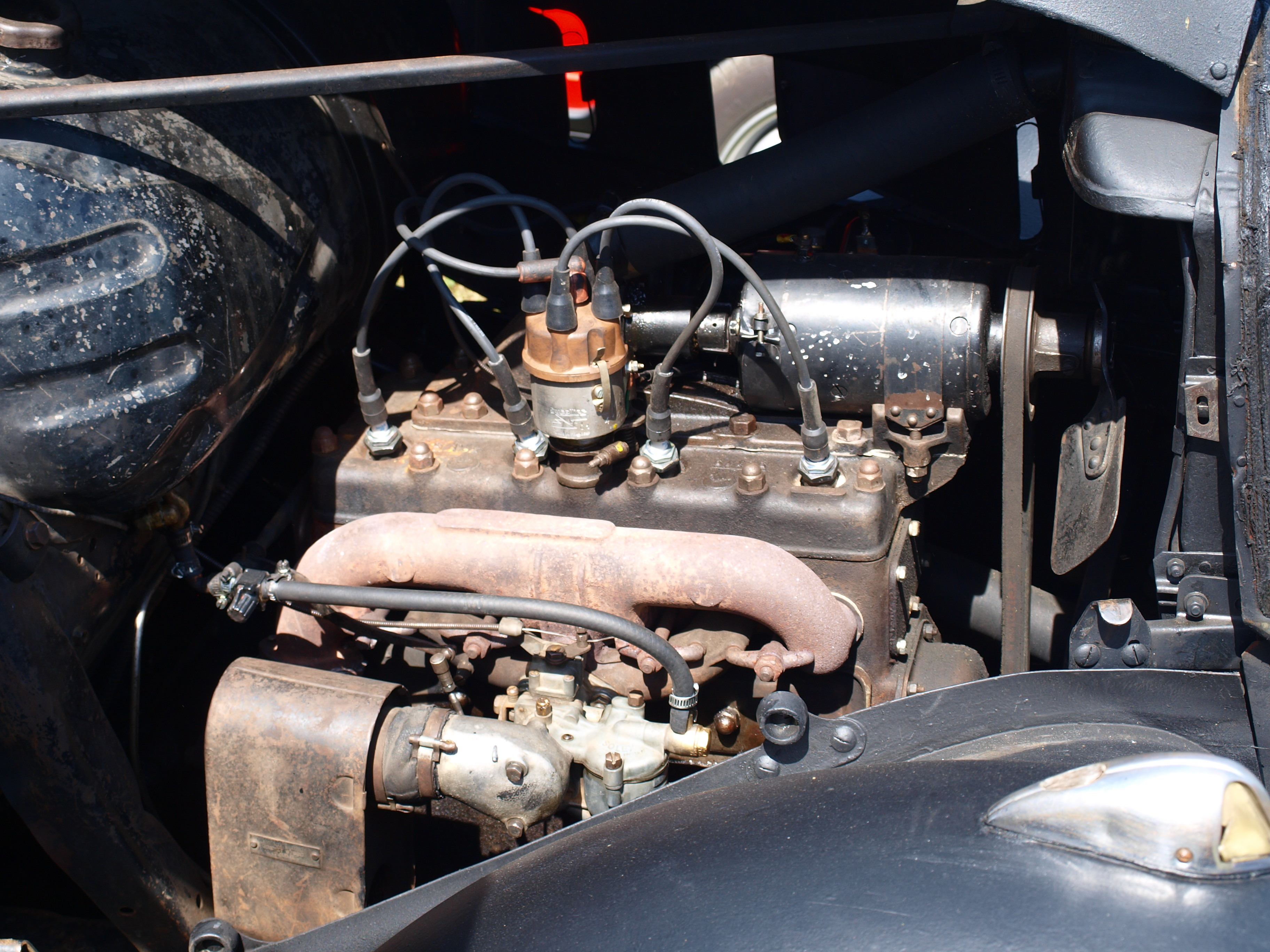
Moteur de Peugeot 401, 1 720 cm3.
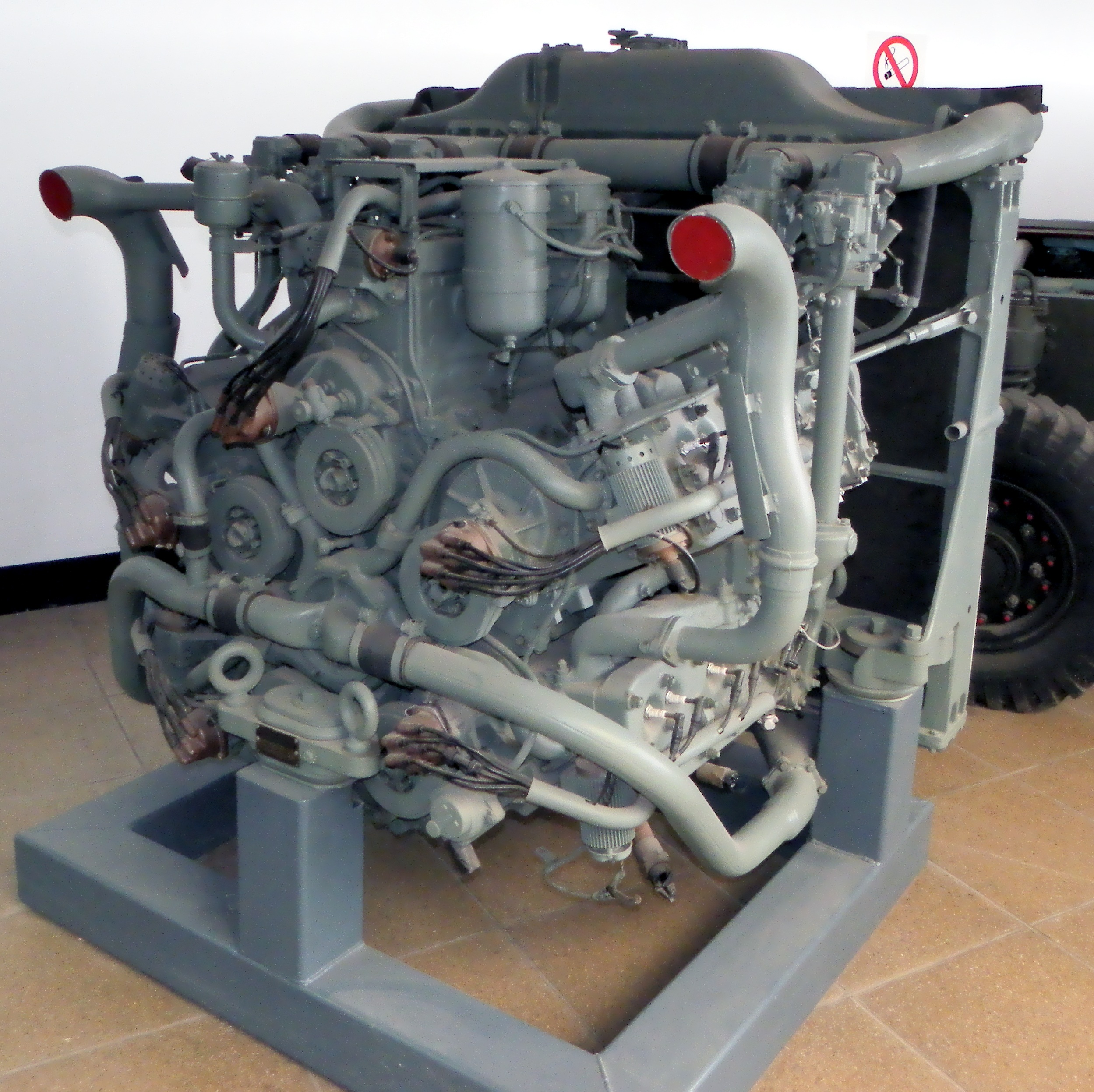
Moteur de char Sherman M4 Chrysler multibank A57 (5 rangées de 6 cylindres en ligne), 30 cylindres, 20,5 L, 1941.
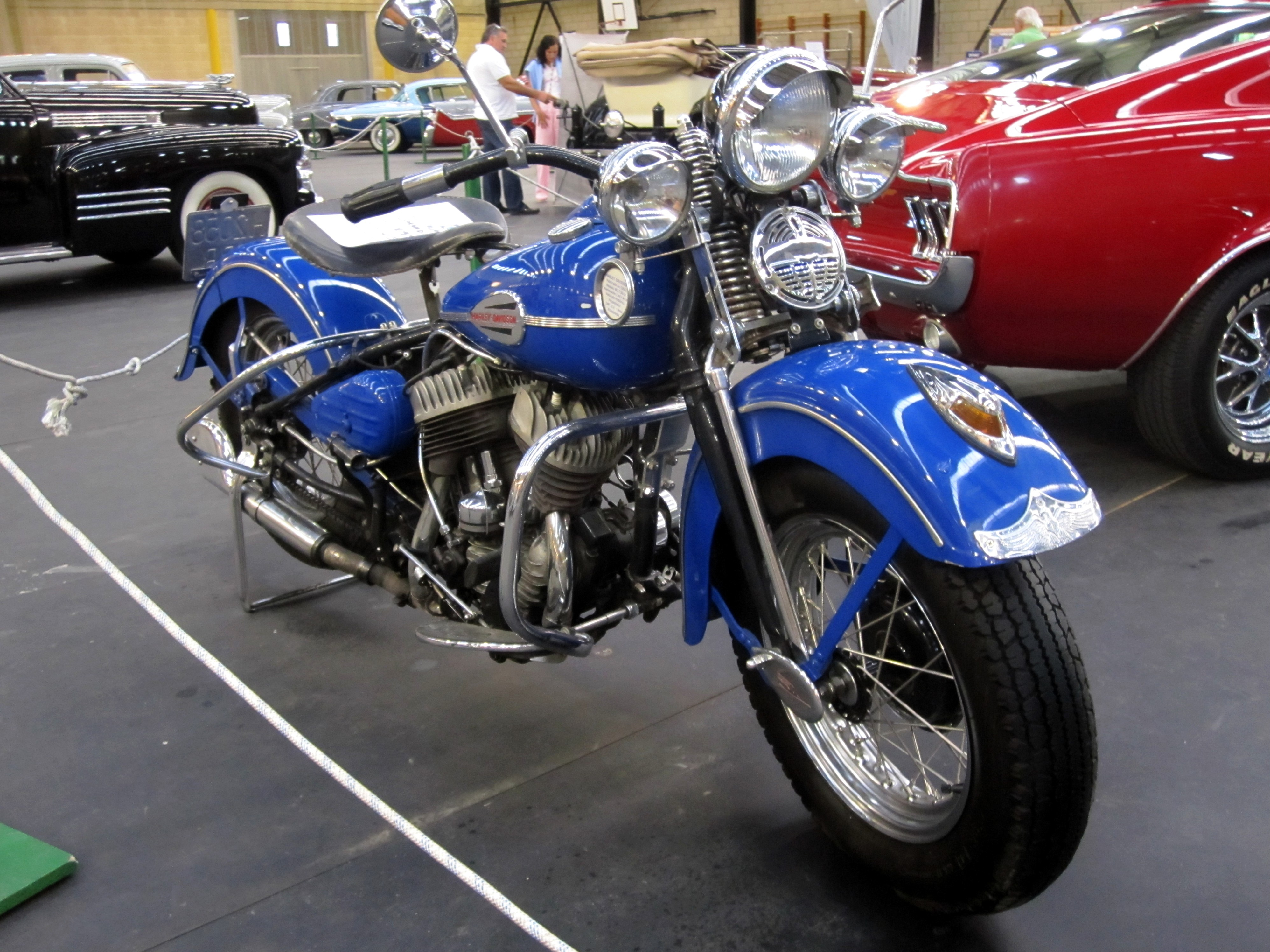
Harley-Davidson WL Flathead, 1941.
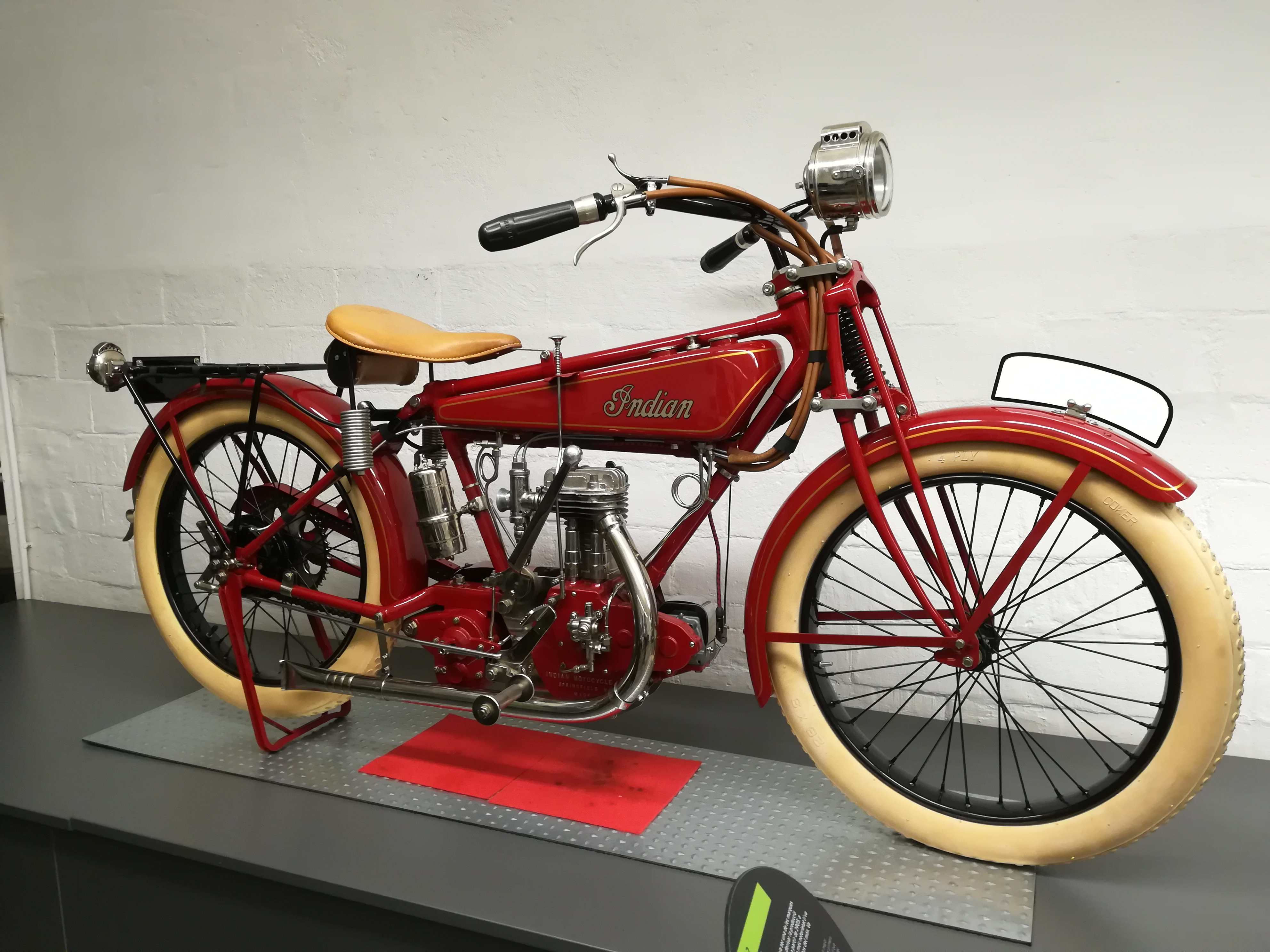
Indian Prince, 350 cm3, 1925.